# 長崎市コミュニティバス
長崎市コミュニティバス（ながさきしコミュニティバス）は、長崎市が運行するコミュニティバスの総称。外海線、琴海尾戸線、香焼三和線、三和線、野母崎線、伊王島線、高島線、池島線、東部線からなる。2011年3月まではらんらん（都心部循環線）も運行していた。
一部の路線ではエヌタスTカード（およびnimocaなど10種類の片利用交通系ICカード）が使えるが、長崎バスや県営バスの直営路線ではないため、乗り継いでも割引は行われていなかった。2022年（令和4年）10月1日から運行を開始した東部線では、指定停留所での乗り継ぎ時にポイントが付与されることとなった。

## 沿革
- 2000年2月 - ながさき阿蘭陀年にあわせ、長崎市コミュニティバス「らんらん」が運行開始。長崎原爆資料館とグラバー園近くの南山手を結ぶ。
- 2001年11月 - 利用客の伸び悩みから長崎市中心部の商業地を結ぶ「都心部循環線」に路線を変更。
- 2002年5月 - 運賃を150円から100円に値下げ、当時の路面電車の運賃に合わせる。
- 2003年2月 - 走行位置情報をリアルタイム提供する携帯電話向けサイトを開設。
- 2003年6月 - 通常運転終了後の活用法として、長崎市内のホテルと長崎ロープウェイ淵神社駅を結ぶ送迎シャトルバスの運行開始。稲佐山の夜景を楽しむ観光客の利便性が向上。
- 2005年1月 - 長崎市と周辺6町（三和町、香焼町、野母崎町、外海町、伊王島町、高島町）の合併に伴い、高島町と外海町池島で運行中の民間バス、伊王島町と香焼町の町営バス、三和町のコミュニティバスを長崎市コミュニティバスとして引き継ぐ。
- 2005年9月 - 「らんらん」の車両を更新。
- 2006年4月 - 「らんらん」の運行経路変更。長崎県美術館、長崎歴史文化博物館に立ち寄る。
- 2008年4月1日 - 琴海地区を運行する時津－小口港線のうち自証寺前－小口港間をコミュニティバス化（琴海尾戸線）、1往復増回。
- 2010年4月 - 「らんらん」の運行経路変更と一部停留所の廃止、運賃改定。逆回り路線が登場する。
- 2011年3月 - 「らんらん」が廃止される。
- 2022年10月 - 東部線を開設。

## 現在の運行路線

### 外海線
扇山線
- 御用堤 - 神浦ダム - 中沼/箕の久保 - 神浦小学校前 - 神の浦（商店街） - 神の浦（海側） - 外海行政センター
1日下り6本、上り5本。下り第1便は神の浦（海側）止まり。下り第2便・第4便・最終便、上り第1便・第3便は箕の久保経由、他は中沼経由。

牧野黒崎線
- 牧野公民館上 - 出津（しつ） - （出津文化村） - 高平 - （遠藤周作文学館） - 黒崎事務所前 - 黒崎 - エスポアールそとめ
1日2往復。第1便は上下とも出津文化村・遠藤周作文学館を経由しない。
- 牧野公民館上 - 出津 - 出津文化村 - 高平 - 遠藤周作文学館 - 黒崎事務所前 - 黒崎 - 永田湿地公園
1日3往復。

運行概要
- 土曜日・日曜日・祝日、年末年始（12月31日 - 1月3日）は運休。
- 運賃 - 初乗り大人140円・子供70円
乳児無料、小学生以上の乗客と同伴の幼児は2名まで無料。身体障害者手帳・療育手帳・精神障害者保健福祉手帳を交付されている者は半額。区間制運賃を採用。
- 運行主体 - さいかい交通

外海（そとめ）地区の扇山線・黒崎地区の牧野黒崎線の2路線によって構成されている。どちらも交通の空白域だった場所に路線が設定されている。

### 琴海尾戸線
長崎バス時津営業所の時津 - 小口港線のうち自証寺前 - 小口港間をコミュニティバス化したもので、バスは長崎バスの通常車両が時津から直通運転している。この点から、他の長崎市コミュニティバスとは運行形態が異なるため、本項では説明を省略する。
詳細については長崎市の運行開始案内 (PDF) を参照。

### 香焼三和線
- 栗辰 - 香焼総合公園前 - （海老瀬） - 上丹馬 - 深浦 - 馬手ケ浦（折返） - 深浦 - 深堀 - 鶴洋高前 -（江川） - 江川橋 - （鶴見台団地） - 土井の首中学校前 - 平山台入口 - 平山台団地 - 大籠（折返） - 平山台入口 - 三和行政センター - 晴海台団地
1日4往復。下り最終便、上り第1便は海老瀬を経由しない。
江川・鶴見台団地は下り第1便・上り第3便のみ経由。
- 大籠公民館前 - 大籠 - 深堀
通学対策に1往復設定。

運行概要
- 土曜日・日曜日・祝日、年末年始（12月31日 - 1月3日）は運休。
- 運賃 - 初乗り大人140円・子供70円（エヌタスTカード利用可）
乳児無料、小学生以上の乗客と同伴の幼児は2名まで無料。身体障害者手帳・療育手帳・精神障害者保健福祉手帳を交付されている者は半額。
- 運行主体 - 長崎自動車

もともと香焼町内に運行されていた町営バスを長崎市への吸収合併に伴ってコミュニティバス化したものである。またこの際、これまで交通の空白域だった大籠（おおごもり）地区へも延長されている。
栗辰 - 深浦 - 馬手ケ浦間、平山台団地 - 大籠間、大籠 - 深堀系統は独自路線だが、それ以外の区間は長崎バス在来路線と同じルートを運行する。

### 三和線
- 三和地域センター前 - 椿が丘 - 為石 - （為石公民館前/為石小学校前） - 藤田尾（とうだお）入口 - 藤田尾 - 藤田尾下（折返） - 藤田尾入口 - 千々
下り3本、上り4本。下り最終便、上り第1便は小学校前経由、他は為石公民館前経由。
- 三和地域センター前 → 蚊焼小学校前 （→ 折山 → 岳路 → 岳路南 →上岳路 → 折山 →） 蚊焼小学校前 → 三和地域センター前
1日4本。岳路（たけろ）循環区間は第1便と最終便のみ。他の2本は三和行政センター - 蚊焼小学校前間の往復運転。
- 三和地域センター前 - ハピネスさんわ （→/←椿が丘公民館上←椿が丘老人集会所←） 椿が丘 （→椿が丘老人集会所→椿が丘公民館上→/←） 三和中学校前 - 為石 - 上川コミュニティセンター 
1日4往復。椿が丘循環区間は往復とも同一方向。

運行概要
- 土曜日・日曜日・祝日、年末年始（12月31日 - 1月3日）は運休。
- 運賃 - 初乗り大人140円・子供70円（エヌタスTカード利用可）
- 運行主体 - 長崎自動車

旧三和町内で交通の空白域だった藤田尾・上川地区を結ぶ目的で運行が開始された。藤田尾 - 千々間は2009年4月に運行区間が延長された。なお、三和行政センター・千々での長崎バス在来路線（茂里町 - 脇岬・晴海台・川原線、稲佐山公園 - 茂木線）との接続は考慮されていない。

### 野母崎線
- 野母崎地域センター前 - 野母崎病院 - 野母崎郵便局裏 - 釜ヶ浦（折返） - 野母崎郵便局裏 - 恐竜パーク前 - 高浜 （→野々串→/←） 山明
1日3往復。
- 野母崎地域センター前←野母崎病院←野母崎郵便局裏←釜ヶ浦（折返）←野母崎郵便局裏←恐竜パーク前←高浜←山明←野々串←高浜
1日上り1本。高浜循環区間は通学対応便扱い。
- 野母崎地域センター前 - 野母崎病院 - 野母崎郵便局裏 - 釜ヶ浦（折返） - 野母崎郵便局裏 - 恐竜パーク前 - 高浜 （→野々串→山明→/←） 岬木場
1日下り2本、上り1本。
- 高浜←岬木場
1日上り1本。通学対応便扱い。

運行概要
- 土曜日・日曜日・祝日、年末年始（12月31日 - 1月3日）は運休。
- 運賃 - 初乗り大人140円・子供70円
- 運行主体 - 長崎自動車

長崎バスの在来路線と重複運行している区間が多いが、恐竜パーク前 - 野母間は独自ルートを運行する。また野々串 - 岬木場間は内陸部をショートカットする運行経路になっている。

### 伊王島線
- 丘町車庫/伊王島灯台 - 灯台入口 - ターミナル前 - 仲町 - 塩町団地 - 大明寺（折返）- 仲町 - 馬込浜
平日・土曜日1日10往復、日曜日・祝祭日は第1便と最終便が運休となる1日8往復。
丘町車庫発の便の折返しは伊王島灯台行き、伊王島灯台発の便の折返しは丘町車庫行き。第1便は上下とも塩町団地経由（大明寺には行かない）、午前の下りと午後の上りは大明寺経由。
4月 - 9月と10月 - 3月でダイヤが分けられており、一部の便の時刻、始発・終着地点が異なる。

運行概要
- 運賃 - 大人100円・子供50円（エヌタスTカード利用可）
- 運行主体 - 長崎自動車

元は旧伊王島町営バスで、長崎市への合併に伴いコミュニティバス化したものである。旧「らんらん」から転用された車両が使用されている。

### 高島線
島内を循環運行する。便によって経路が異なる。平日は1日17本、土曜日・日曜日・祝日は1日18本。
運行概要
- 1月1日は運休。
- 運賃 - 大人100円・子供50円
- 運行主体 - 富川運送
この路線は富川運送の一般路線バスだったものを継承したものである。こちらも旧伊王島町営バス同様、旧「らんらん」から転用された車両が使用されている。

### 池島線
- 神社下 - グランド前 - （公住入口） - 新店街通り - 鉱業所前 - 変電所前 - （郷東） - 桟橋前 - 池の口 
  - 平日1日12往復、土曜1日8往復、日祝日全便運休（2025年4月時点）。午後に公住入口・郷東を経由しない便が1往復、郷東を経由しない便が2往復ある。

運行概要
- 運賃 - 大人100円・子供50円（100円券11枚綴りの回数券あり）
  - 乳児無料、小学生以上の乗客と同伴の幼児は2名まで無料。身体障害者手帳・療育手帳・精神障害者保健福祉手帳を交付されている者は半額。
- 運行主体 - さいかい交通

この路線は1960年（昭和35年）5月30日、地域住民の要望に応える形で長崎バス池島線として運行開始。長崎バスの路線で初めてワンマンバスの形態が採用された。当初は運賃が10円均一であったため、池島住民の持つ10円玉のほとんどがバスに集中し、生活に影響が出たこともある。その後長崎バス瀬戸営業所の分社化によってさいかい交通に移管され、さらに外海町の長崎市への合併に伴って長崎市コミュニティバス化された。
この路線ではICカード（エヌタスTカードほかナガサキnimoca含む全国10社交通系カード）は利用できない。

### 東部線
- 中尾線
  - 矢筈 - 宮郷 - 矢上 - イオン東長崎店
  - 【フリー乗降区画】中尾 - 笹の本
  - 【平日】11便【土日祝】4便
- 新田頭線
  - 新田頭 - 鶴の尾団地 - 東長崎営業所 - 矢上 - イオン東長崎店
  - 新田頭 - 平間 - 東長崎営業所 - 矢上 - イオン東長崎店（平日のみ）
  - 【フリー乗降区画】新田頭 - 滝の観音
  - 【平日】10便【土日祝】4便
- 彩が丘線
  - 彩が丘北口 - 東長崎営業所 - 矢上 - イオン東長崎店
  - 彩が丘北口 - 東長崎営業所 - 高城台南 - 現川駅前（平日のみ）
  - 【平日】13便【土日祝】6便
- 現川線
  - 現川駅前 - 高城台南 - 東長崎営業所 - 矢上 - イオン東長崎店
  - 【フリー乗降区画】現川駅前 - 榎木
  - 朝夕は別途長崎県交通局による市内中心部への直通バス路線が運行されている[1]。
  - 【平日】20便【土日祝】19便
- 潮見線
  - 潮見町 - 春日車庫前
  - 長崎県交通局の長崎駅前 - 春日車庫前線の便の一部を潮見町まで延伸する形態で運行している[1]。
  - 【平日】 6便【土日祝】4便

運行概要
- 運賃 - 大人160円-260円・小人80円-130円
- nimocaを利用して矢上や東長崎営業所で長崎県交通局の路線と乗り継ぐ場合、70円相当のポイントが付与される。
- 運行主体 - 長崎県交通局

2022年（令和4年）10月1日から運行を開始。前日まで長崎自動車が運行していた東長崎・矢上地域のローカル路線を転換したもの。
東長崎・矢上地域のバス路線は、2012年（平成24年）10月までは長崎県交通局の単独路線であったが、長崎自動車との運賃賃率の相違から地域自治会や長崎市等が運賃値下げを長崎県交通局に強硬に要望し、長崎自動車の参入を誘致する一方、値下げを行った場合減収により内部補助での維持ができなくなる不採算線への助成には長崎市は応じなかったことから、長崎県交通局は2014年（平成26年）4月から運賃値下げには応じるもののその賃率では維持できないローカル路線からは撤退し、長崎自動車の運行に移行していた。しかしながら、この東長崎・矢上地域を含む競合路線の存在は長崎県交通局・長崎自動車双方にとって大きな負担となっていたため、2021年（令和3年）以降、両事業者は長崎市内路線の共同経営化・競合路線の整理に向けて調整を進め、東長崎・矢上地域については長崎自動車が撤退し、長崎県交通局に一元化されることとなった。この施策の一環として、不採算の東長崎・矢上地域ローカル線は長崎市コミュニティバスに転換し、実際の運行担当事業者は長崎県交通局とされることとなったものである。

## 過去に運行していた路線

### らんらん（都心部循環線）

#### 概要
日蘭交流400周年記念事業として長崎県内の各自治体が行った「西暦2000年ながさき阿蘭陀年」にあわせて運行を開始した。愛称のらんらんは一般公募で決定。「オランダ（蘭）」、「走る(RUN)」、「たのしい時の掛け声（らんらん）」などを連想させることから選ばれた。
運行開始時の車両は57人乗りの中型バス4台。車体カラーにはオランダ王室のシンボルカラーであるオレンジ色を採用した。区間はグラバー園のある「南山手」と、原爆落下中心地近くの「原爆資料館」を往復する約11キロ。途中出島、新地中華街、長崎駅前を経由し、観光客の利便性に配慮したが、路線の大部分は長崎電気軌道と競合した。さらに電車の低料金（全線100円、らんらんは150 - 170円）と、渋滞に巻き込まれない定時運転には太刀打ちできず、利用客は伸び悩み、「がらんがらん」と揶揄された。そのため、市民からは廃止の声もあがった。
2001年11月からは観光地重視から、長崎市内の商店街、商業施設を結ぶ循環線にルートを変更。長崎駅前を基点に、商業施設「夢彩都」、中心商店街などを結ぶ約6キロの「都心部循環線」を走る。さらに2002年5月には運賃を路面電車にあわせ100円に値下げした。2003年2月からはリアルタイムで走行位置を表示する携帯電話向けサイトを提供。
しかしその後の乗客数は長崎さるく博が行われた2006年をピークに緩やかな減少が続き、年間800 - 900万の赤字が続いていた。このため長崎市は2010年4月、廃止も視野に入れた上での社会実験として路線変更を実施。また、これと同時に運賃を路面電車の値上げに合わせた120円に値上げした。それでも運行間隔が変更前（約15～20分間隔）より開いた（10～55分程度）ことなどがあって利用者は更に減少したため、2011年3月限りで運行終了した。らんらんの運行に使われた4台の小型バスはその後県営バスが買い取り運用している。
- 料金 - 大人120円、子供60円（長崎スマートカード利用可、回数券なし、一日乗車券300円）
- 運行主体 - 長崎自動車

### 路線
時計回り
- 南山手・グラバー園下→長崎県美術館→大波止・元船町（夢彩都前）→長崎駅前→長崎歴史文化博物館→大井手町→めがね橋→中央橋→長崎新地中華街→南山手・グラバー園下

反時計回り
- 南山手・グラバー園下→長崎新地中華街→西浜町→浜町→思案橋・丸山→崇福寺前→鍛冶屋町・寺町通り→本古川町→中央公園前→興善町→市役所前→長崎歴史文化博物館→長崎駅前→大波止・元船町→長崎県美術館→南山手・グラバー園下